# Andrzej Dziadzio
Andrzej Dziadzio (ur. 1959) – polski prawnik, historyk prawa, profesor nauk prawnych, nauczyciel akademicki Uniwersytetu Jagiellońskiego.

## Życiorys
27 czerwca 1994 na podstawie rozprawy pt. Austriacki Trybunał Administracyjny 1875–1918. Powstanie. Kompetencje. Orzecznictwo uzyskał na Wydziale Prawa i Administracji  Uniwersytetu Jagiellońskiego stopień naukowy doktora nauk prawnych w zakresie prawa, specjalność: prawo. Na tym samym wydziale 13 maja 2002 na podstawie dorobku naukowego oraz rozprawy Monarchia konstytucyjna w Austrii (1867–1914). Władza – obywatel – prawo otrzymał stopień doktora habilitowanego nauk prawnych w zakresie prawa, specjalność: historia państwa i prawa. Został pracownikiem Katedry Powszechnej Historii Państwa i Prawa WPiA UJ. Objął stanowisko profesora nadzwyczajnego Uniwersytetu Jagiellońskigo. W 2013 otrzymał tytuł profesora nauk prawnych.
Równocześnie jest zatrudniony w Gdańskiej Wyższej Szkole Humanistycznej. Jest członkiem Komitetu Nauk Prawnych Polskiej Akademii Nauk. Od 2021 roku jest wykładowcą Powszechnej Historii Prawa oraz Historii Ustroju i Prawa Polskiego na Akademii Wymiaru Sprawiedliwości w Warszawie.
30 marca 2016 został powołany przez marszałka Sejmu Marka Kuchcińskiego w skład Zespołu Ekspertów do Spraw problematyki Trybunału Konstytucyjnego, który otrzymał za zadanie podjęcie kwestii związanych z zaistniałym w 2015 kryzysem wokół TK (zespół złożył raport 1 sierpnia 2016).

## Wybrane publikacje
- Cenzura prasy w Austrii (1862–1914). Studium prawno-historyczne, Księgarnia Akademicka, Kraków 2012, ISBN 9788376382234
- Powszechna historia prawa,  Wydawnictwo Naukowe PWN, Warszawa 2008, ISBN 9788301155681
- Monarchia konstytucyjna w Austrii (1867–1914). Władza, obywatel, prawo, Księgarnia Akademicka, Kraków 2001,  ISBN 8371885172
- Historia prawa. Prawo karne w świetle źródeł (współautor: Dorota Malec) (1997)
- Regnare, gubernare, administrare. Prawo i władza na przestrzeni wieków, (red. nauk. wspólnie ze Stanisławem Grodziskim) (2012)
- Regnare, gubernare, administrare. Z dziejów administracji, sądownictwa i nauki prawa (red. nauk. wspólnie ze Stanisławem Grodziskim)[5]